# Ghezel Ghabr
Ghezel Ghabr – wieś w Iranie, w ostanie Azerbejdżan Zachodni, w szahrestanie Szahin Deż. W 2006 roku liczyła 146 mieszkańców.